# The Sweet
The Sweet was een Britse glamrockband met hoogtijdagen tussen 1971 en 1978. De band werd opgericht in 1968 als Sweetshop, later afgekort tot Sweet. De succesbezetting bestond uit Andy Scott (gitaar/zang), Steve Priest (bas/zang), Brian Connolly (zang) en Mick Tucker (drums/zang), van wie in 2020 enkel Andy Scott nog in leven is. Kenmerkend voor deze band is de hoge samenzang.

## Geschiedenis
The Sweet maakte begin jaren 70 bubblegummuziek onder toeziend oog van producersduo Nicky Chinn en Mike Chapman (Chinnichap, ook bekend van Mud, Smokie, Suzi Quatro, Hot Chocolate). Hun eerste hits in Nederland scoorden ze in 1971 met Funny, Funny, Co-Co en Poppa Joe. Later volgden nog Wig Wam Bam en Block Buster!. Ze lieten het nummer Dyna-mite links liggen, dat toen een hit werd voor Mud.
Na verloop van tijd ging de nadruk meer op glamrock en later op hardrock liggen. De samenwerking met Chinn en Chapman werd in 1974 verbroken. Met het zelfgeschreven nummer Fox on the Run scoorden ze begin 1975 een grote hit. Daarna werd het stiller rond de groep en werden ze enigszins voorbijgestreefd door de disco-, punk- en new-wave-rage. Toch scoorden ze nog een laatste internationale hit met Love is like Oxygen, begin 1978. Van melodieuze hardrock evolueerde de band naar symfonische rock in 1978 om vervolgens meer de kant van de poprock op te gaan in de jaren '80.
In februari 1979 verliet Connolly de band om een solocarrière te proberen, wat geen succes werd. De resterende drie leden gingen tot 1982 door als trio onder de naam Sweet. Daarna gaven ook zij er de brui aan.
De band heeft internationaal vele singlesuccessen gekend, maar de albumverkoop verliep minder. De albums Fanny Adams en Give Us A Wink bereikten de albumlijsten in respectievelijk Groot-Brittannië en de VS. In Nederland bereikte alleen Level Headed de lp-top.
In 1985 werd de groep heropgericht, met als enige originele leden Scott en Tucker. Priest woonde inmiddels in de Verenigde Staten en had geen zin om mee te doen. Drie jaar later verscheen het album Live At The Marquee, met onder andere vier nieuwe studiotracks. In dezelfde periode vormde Connolly zijn eigen versie van The Sweet namelijk Brian Connolly and the New Sweet en daarna onder de naam BC Sweet.
In 1988 werd geprobeerd de oorspronkelijke vier weer samen te brengen. Er werden zelfs twee songs (opnieuw) opgenomen. Maar de chemie tussen de vier was weg en het project stierf een vroege dood. Scott en Tucker gingen door met hun versie en zo ook Brian Connolly.
In 1991 moest Tucker noodgedwongen stoppen wegens gezondheidsproblemen. Scott ging verder onder de naam Andy Scott's Sweet. Toen in 2002 Tucker overleed werd deze naam weer veranderd in Sweet.
Brian Francis [McManus] Connolly stierf op 10 februari 1997 op 51-jarige leeftijd aan de gevolgen van leverproblemen en een hartaanval, toegeschreven aan een chronisch alcoholprobleem. Hij werd gecremeerd na een ceremonie in de Most Holy Name Roman Catholic Church in Denham, Buckinghamshire. In Ruislip hangt een plaquette ter herinnering aan Brian, bijeengespaard door Sweetfans. Brians as is over het water verstrooid door zijn volwassen dochters Nicola en Michelle. Hij liet behalve zijn twee dochters ook hun moeder (zijn ex-vrouw) Marilyn, en een twee jaar oude zoon, Brian Junior (BJ), en diens moeder (zijn vriendin Jean) achter.
Michael Thomas (Mick) Tucker stierf op 54-jarige leeftijd op 14 februari 2002 aan leukemie in Welwyn Garden City, Hertfordshire. Hij werd op 25 februari 2002 begraven in een graf zonder naam op het kerkhof Chorleywood House Cemetery. Het graf is gemarkeerd door een slapende engel. Sinds enkele jaren staat er in de buurt van het graf een bank met een gedenkplaat. Het geld voor deze bank en gedenkplaat werd door de Sweet-fans van www.thesweet.com bij elkaar gebracht. De inscriptie op de plaat luidt: Mick Tucker, 1947-2002. Remembered by Sweet fans everywhere. Mick liet een weduwe, Janet, en een dochter, Ayston (uit zijn eerste huwelijk met de in 1979 overleden Pauline) achter. Volgens Steve Priest was Mick Tucker de meest ondergewaardeerde Engelse drummer ooit.
In 2002 verscheen het album SweetLife en de gelijknamige dvd. Met optredens in Europa (zwaartepunt Duitsland) en Australië bracht de band zo nu en dan nieuw werk uit. In 2012 verscheen New York Connection, een album met covers en een herbewerking van hun eigen titelnummer. Naast Andy Scott bestaat de huidige band uit Steve Mann (keyboards), Lee Small (bas), Paul Manzi (zang) en Bruce Bisland (drums).
Steve Priest tourde sinds midden 2008 ook weer in Amerika en Canada met zijn eigen Sweet. In dat jaar verscheen een live-cd onder de titel Are You Ready Steve?, wat ook de eerste tekstlijn is van de single "The Ballroom Blitz".
In 2015 verscheen er een uitvoerige compilatie van oud werk vanaf 1971, waarop naast de hits en belangrijkste albumtracks ook ruimte is voor tracks uit de latere perioden van de band, alsmede voor twee nieuwe songs. Naast de dubbele cd verscheen er ook een dvd-box. Beide zijn getiteld: Action: The Ultimate Story. In een aantal Europese landen bereikten de cd en de dvd de hitparade. In Nederland bereikte de dvd de top-5.
Steve Priest overleed op 72-jarige leeftijd op 4 juni 2020, in het Amerikaanse La Cañada Flintridge.

## Discografie

### Albums
- Funny How Sweet Co-Co Can Be, 1971
- The Sweet Biggest Hits, 1972
- Sweet Fanny Adams, 1974
- Desolation Boulevard, 1974
- Strung Up (compilatie/live), 1975
- Give Us A Wink, 1976
- Off The Record, 1977
- Level Headed, 1978
- Rock Concert, 1979
- Cut Above The Rest, 1979
- Waters Edge, 1980
- Identity Crisis, 1982
- Sweet Sixteen ,Greatest hits album 1984
- Live At The Marquee, 1989
- First Recordings 1968-1971 (compilatie), 1991
- A, 1992 (Andy Scott's Sweet)
- Land Of Hope And Glory (live 1976) 1993 (live)
- Live In Japan (live 1976) 1993
- Live At The Rainbow 1973, 1993 (uitgebreide cd-versie van Rock Concert)
- Alive & Giggin'!, 1995 (Andy's Scott's Sweet)
- Platinum Rare (compilatie met overwegend nooit uitgebracht materiaal), 1995
- Live In Denmark 1976, 1998
- SweetLife, 2002
- Are You Ready Steve?: Live In America, 2009
- New York Connection, 2012
- Sweet Fanny Adams Revisited: Recorded Live In 2012, 2012
- Level Headed Tour Rehearsals 1977, 2014
- Ballroom Blitz: Live In Berlin 1976, 2015
- Isolation Boulevard, 2021
- Full Circle, 2024

### Singles
| Single met eventuele hitnotering(en) in de Nederlandse Top 40 | Datum van verschijnen | Datum van binnenkomst | Hoogste positie | Aantal weken | Opmerkingen                                                      |
| ------------------------------------------------------------- | --------------------- | --------------------- | --------------- | ------------ | ---------------------------------------------------------------- |
| All You'll Ever Get From Me                                   |                       |                       |                 |              |                                                                  |
| Get On The Line                                               |                       |                       |                 |              |                                                                  |
| Funny, Funny                                                  |                       | 3-4-1971              | 1(2wk)          | 12           | #1 in de Daverende 30                                            |
| Co-Co                                                         |                       | 19-6-1971             | 3               | 12           | #3 in de Daverende 30                                            |
| Alexander Graham Bell                                         |                       | 13-11-1971            | 38              | 2            |                                                                  |
| Poppa Joe                                                     |                       | 12-2-1972             | 1(4wk)          | 13           | #1 in de Daverende 30                                            |
| Little Willy                                                  |                       | 27-5-1972             | 7               | 9            | #6 in de Daverende 30                                            |
| Wig-Wam Bam                                                   |                       | 23-9-1972             | 6               | 14           | #6 in de Daverende 30 / Alarmschijf                              |
| Block Buster!                                                 |                       | 20-1-1973             | 1(4wk)          | 13           | #1 in de Daverende 30 / Alarmschijf                              |
| Hell Raiser                                                   |                       | 12-5-1973             | 4               | 8            | #4 in de Daverende 30                                            |
| The Ballroom Blitz                                            |                       | 29-9-1973             | 4               | 8            | #2 in de Daverende 30                                            |
| Teenage rampage                                               |                       | 26-1-1974             | 11              | 6            | #11 in de Daverende 30                                           |
| The Six Teens                                                 |                       | 27-7-1974             | 7               | 12           | #10 in de Nationale Hitparade                                    |
| Turn It Down                                                  |                       |                       |                 |              |                                                                  |
| Fox on the Run                                                |                       | 5-4-1975              | 2               | 10           | #2 in de Nationale Hitparade / Alarmschijf                       |
| Action                                                        |                       | 19-7-1975             | 6               | 7            | #5 in de Nationale Hitparade                                     |
| The Lies in Your Eyes                                         |                       | 14-2-1976             | 9               | 7            | #9 in de Nationale Hitparade                                     |
| Lost Angels                                                   |                       |                       |                 |              |                                                                  |
| Fever Of Love                                                 |                       |                       |                 |              |                                                                  |
| Stairway To The Stars                                         |                       |                       |                 |              |                                                                  |
| Love Is Like Oxygen                                           |                       | 4-2-1978              | 16              | 5            | #20 in de Nationale Hitparade / Veronica Alarmschijf Hilversum 3 |
| California Nights                                             |                       |                       |                 |              |                                                                  |
| Call Me                                                       |                       |                       |                 |              |                                                                  |

### NPO Radio 2 Top 2000
| Nummers met noteringen in de NPO Radio 2 Top 2000 | '99  | '00 | '01 | '02  | '03  | '04  | '05  | '06  | '07  | '08  | '09  | '10  | '11  | '12  | '13  | '14  | '15  | '16  | '17  | '18  | '19  | '20  | '21  | '22  | '23 | '24  |
| ------------------------------------------------- | ---- | --- | --- | ---- | ---- | ---- | ---- | ---- | ---- | ---- | ---- | ---- | ---- | ---- | ---- | ---- | ---- | ---- | ---- | ---- | ---- | ---- | ---- | ---- | --- | ---- |
| Action                                            | -    | 361 | -   | -    | -    | -    | -    | -    | -    | -    | -    | -    | -    | -    | -    | -    | -    | -    | -    | -    | -    | -    | -    | -    | -   | -    |
| Block Buster!                                     | -    | 289 | 199 | 879  | 653  | 591  | 613  | 1124 | 1610 | 832  | 1787 | 1652 | -    | 1954 | -    | -    | -    | -    | -    | -    | -    | -    | -    | -    | -   | -    |
| Fox on the Run                                    | 566  | 194 | 125 | 491  | 497  | 561  | 507  | 837  | 1429 | 671  | 1405 | 1472 | 1745 | 1669 | 1739 | 1939 | 1952 | 1879 | 1564 | 1552 | 1564 | 1844 | 1756 | 1826 | -   | 1841 |
| Funny Funny                                       | 1369 | -   | 275 | -    | 1536 | 1648 | 1557 | -    | -    | -    | -    | -    | -    | -    | -    | -    | -    | -    | -    | -    | -    | -    | -    | -    | -   | -    |
| Little Willy                                      | -    | 613 | -   | -    | 1525 | 1688 | 1739 | -    | -    | -    | -    | -    | -    | -    | -    | -    | -    | -    | -    | -    | -    | -    | -    | -    | -   | -    |
| Love Is Like Oxygen                               | -    | 236 | -   | 713  | 590  | 649  | 713  | 1008 | 1772 | 912  | 1661 | 1695 | 1827 | -    | -    | -    | -    | -    | -    | -    | -    | -    | -    | -    | -   | -    |
| Poppa Joe                                         | 1038 | 491 | 113 | 1260 | 915  | 978  | 1019 | 1255 | 1962 | 1122 | 1890 | 1926 | -    | -    | -    | -    | -    | -    | -    | -    | -    | -    | -    | -    | -   | -    |
| The Ballroom Blitz                                | -    | 179 | -   | 531  | 553  | 645  | 772  | 1074 | 1254 | 843  | 1492 | 1527 | 1512 | -    | 1565 | 1814 | -    | 1742 | 1918 | 1900 | 1751 | -    | -    | -    | -   | -    |
| The Six Teens                                     | 691  | 192 | -   | -    | -    | -    | 816  | 1149 | 1493 | 1542 | 1510 | 1562 | 1996 | -    | 1997 | -    | -    | -    | -    | -    | -    | -    | -    | -    | -   | -    |

1. ↑  Een '-' betekent dat het nummer niet was genoteerd en een vetgedrukt getal geeft de hoogste notering van een nummer aan.

### Dvd's
| Dvd's met hitnoteringen in de Nederlandse DVD Music Top 30 | Datum van verschijnen | Datum van binnenkomst | Hoogste positie | Aantal weken | Opmerkingen |
| ---------------------------------------------------------- | --------------------- | --------------------- | --------------- | ------------ | ----------- |
| Action - The ultimate story                                | 2015                  | 26-09-2015            | 5               | 5            |             |